# Rosa koreana
Rosa koreana — вид рослин з родини розових (Rosaceae); поширений у північному Китаї, на Корейському півострові, на Далекому Сході Росії.

## Опис
Кущі щільний, невеликий, ≈ 1 м заввишки. Гілочки темно-пурпурно-червоні. Колючки парні під кожним вузлом і густо розсіяні, прямі, щетиноподібні, до 6 мм, тонкі; гілки нинішнього року рідко колючі. Листки включно з ніжками 4–7 см; прилистки здебільшого прилягають до ніжки, вільні частини яйцювато-ланцетні, голі, край залозистий пилчастий; ніжка й ребро рідко колючі та залозисті; листочків 7–11(15), еліптичні, обернено-яйцювато-еліптичні або довгасто-еліптичні, 6–15 × 4–8 мм, нижні поверхні майже гладкі або вздовж жил рідко запушені, верхні — гладкі, основа заокруглена або широко клиноподібна, край гостро залозистий пилчастий, частково подвійно пилчастий, верхівка округло-тупа. Квітка поодинока, пахвова, 2–3 см у діаметрі; квітоніжка 1.2–2 см, залозисто-запушена; приквітки відсутні. Чашолистків 5, ланцетні, знизу голі, зверху рідко запушені, не залозисті, рідше розсіяно залозисті на краю, верхівка довго загострена або хвостато-гостра. Пелюстків 5, рожевуваті, обернено-яйцюваті, основа широко клиноподібна, верхівка з виїмкою. Плоди шипшини оранжево-червоні, довгасті, 1.5–2 см у діаметрі, блискучі, зі стійкими випростаними чашолистками.
Період цвітіння: травень — червень. Період плодоношення: липень — вересень.

## Поширення
Поширений у північному Китаї, на Корейському півострові, на Далекому Сході Росії.
Населяє узлісся, чагарники, скелясті місця на схилах.